# ハッザーン

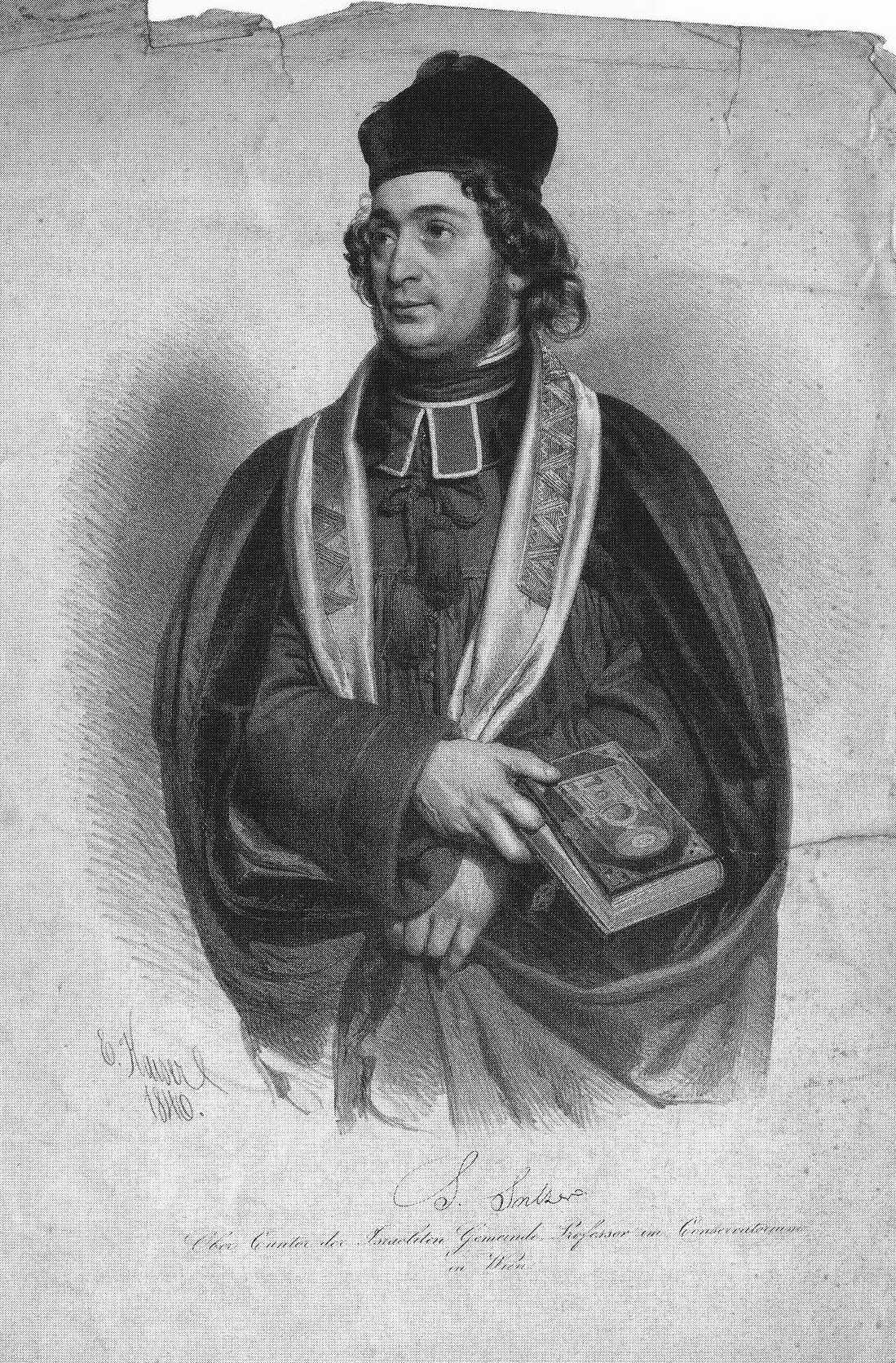
ザーロモン・ズルツァー（オーストリアの改革派のカントル）

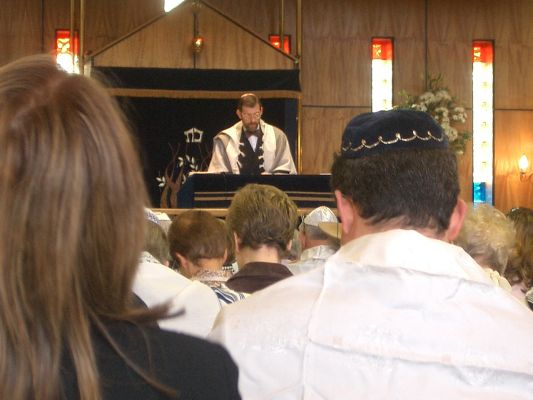
改革派の礼拝

ハッザーン（ヘブライ語: חַזָּן chazzān, アシュケナジム式（イディッシュ語） chaz(ə)n, chazon）は、ユダヤ教社会における役職のひとつ。
ラテン系の言葉で言えばカントル、カンター（CantorもしくはKantor）となる。「朗詠者」「先唱者 precentor」と訳されることもある。

## 概要
タルムード時代には、ユダヤ人共同体（ケヒッラー）の中の様々な役職についていう言葉であった。後の時代に、シナゴーグにおける礼拝の方法が複雑になり、シナゴーグにおける会衆のヘブライ語などに関する知識が明確でなくなるにつれて、ハッザーンがトーラーの朗読、祈りにおいて先導の役割を果たすようになり、この語の意味が固定化していく。近代では教会で歌う歌手を指すようにもなり、シナゴーグの歌手からオペラなどでも活動する一般の歌手、専門の音楽家が輩出されるようになった。ハッザーンによる音楽のことをハッザーヌート（חַזָּנוּת, Hazzanut） という。
ユダヤ・ジョークでは時に馬鹿者の代名詞として登場する。
なお、イスラム教（アラビア語）のアザーンや、アラビア語における、都市に倉庫を持つ商人（貿易史#西アジア）、カイロでのトイレの排水方法とは音が近いが、全く意味は異なり関係はない。

## ハッザーンに由来する苗字
- ゼンガー、ジンガー（シンガー） Zynger / Singer
- バース（バス） Bass
- カントール（カントル、カンター） Kantor/Cantor、Kanter、カントロヴィチ Kantorovich
- スピヴァク、スピェヴァク Spivak/Spiewak、スピヴァコフスキー Spivakovskij

これらの苗字は、祖先がハッザーンであることを示している。
「ハッザーン」そのものが名前で使われることもあり、ハッザーン（Hazzan, Hazan）を名乗るスペインの家系が存在する。また、エレアザル・ハ＝ハザンは11世紀ドイツのハッザーン、アブラハム・ベン・ユダ・ハザンはヴォリニアの16世紀のハッザーン。

## 有名なハッザーン
- ベンツィオン・ミラー　Benzion Miller
- サミュエル・ナウムブール　Samuel Naumbourg
- モイシェ・オイシェル　Moishe Oysher
- ヨーゼフ・シュミット
- イズレイル・ショア　Israel Schorr
- ゲルション・シロタ　Gershon Sirota
- ザーロモン・ズルツァー　Salomon Sulzer
- リチャード・タッカー
- ジャン・ピアース